# Aulacocalyx subulata
Aulacocalyx subulata là một loài thực vật có hoa trong họ Thiến thảo. Loài này được (N.Hallé) Figueiredo mô tả khoa học đầu tiên năm 1997.